# Les tres germanes (Matisse)
Les tres germanes (Les Trois Sœurs) és un oli sobre tela de 92 × 73 cm realitzat per Henri Matisse l'any 1917 i dipositat al Museu de l'Orangerie de París.

## Context històric i artístic
Matisse realitzà l'any 1917 un gran tríptic, Les tres germanes, que reunia la seua model favorita en aquell moment (Laurette) i les seues dues germanes (o potser, malgrat el que diu el títol, la seua germana i una altra model). El tríptic representa tres vegades les tres noies, en poses i amb vestits diferents. Dels tres plafons del tríptic, el de la dreta és el més proper a aquest quadre, tant per la vestimenta com pel pentinat de les models, amb la diferència, però, que Laurette ací es troba al centre del grup. Segons Jack Flam, tant el plafó com el quadre de la col·lecció Walter-Guillaume haurien estat finalitzats gairebé al mateix temps, vers l'abril o el maig del 1917.
Paul Guillaume comprà aquest quadre l'any 1926 en una subhasta pública, cosa que feia rarament. Per la seua banda, ell havia venut al doctor Barnes els plafons de la dreta i de l'esquerra del tríptic, els anys 1922 i 1925 respectivament.

## Descripció
Aquest retrat de tres germanes és una de les obres mestres de Matisse. S'hi pot veure tres dones joves assegudes davant d'un fons de color marró fosc: dues miren cap a nosaltres, mentre que l'altra està absorta en la seua lectura. El pintor crea amb èxit un equilibri perfecte entre diversos elements aparentment incompatibles: les diferents actituds de les tres germanes, els colors discordants i la juxtaposició de diversos nivells de perspectiva.
Si bé el quadre és de dimensions relativament modestes, presenta tanmateix un caràcter monumental, determinat per la disposició en triangle i la frontalitat hieràtica de les tres figures que destaquen sobre un fons llis. Però al mateix temps, la manca de simetria dels rostres, la diversitat de les actituds i la sinuositat dels contorns anuncien l'art més distès del període de Niça, al qual pertanyen les altres obres de la col·lecció Walter-Guillaume.
Les tres germanes han estat comparades amb estampes japoneses (organització de l'espai per zones de color). Waldemar George, l'any 1929, en destacava l'afinitat amb les figures gòtiques:
| « | "Les tres germanes. Unes figures de dones joves perfilades sobre un fons de color verd oliva. El hieratisme de les figures, la voluntat de deixar-les planes que denota el dibuix, l'ús del color, amb un mínim de matisos i de modulacions, l'absència d'ombres projectades, permeten assimilar aquesta tela als tapissos gòtics. El registre cromàtic és sobri, per no dir auster. Harmonia del verd d'aigua, del negre i del violeta, amb alguns tocs de rosa. El retrat de les tres germanes és una de les teles memorables d'Henri Matisse." | » |

Hom creu que Matisse va rebre múltiples influències en la realització d'aquest quadre: la pintura d'Édouard Manet, el gravat japonès i, fins i tot, la pintura Les dames de Gant (conservada al Museu del Louvre i atribuïda, en el seu moment, a Jacques-Louis David).